# .380 ACP
O calibre .380 Auto ou .380 ACP (Automatic Colt Pistol) (no Brasil é normalmente chamado simplesmente de 380), também é conhecido como: 9×17mm (onde 17mm é o comprimento do estojo apenas), 9mm Browning, 9mm Corto, 9mm Curto, 9mm Kurz, 9mm Short e 9mm Browning Court, é um cartucho sem aro, cilíndrico (não cônico), para pistolas, desenvolvido pelo projetista de armas John Browning. O calibre foi introduzido em 1908 pela Colt, e tem sido uma munição popular para defesa pessoal no Brasil.

## Características
O .380 ACP não deve ser confundido com o calibre .38 ACP o qual posteriormente desenvolvido evoluiu .38 Super Auto,pois é um calibre mais forte que os .38.

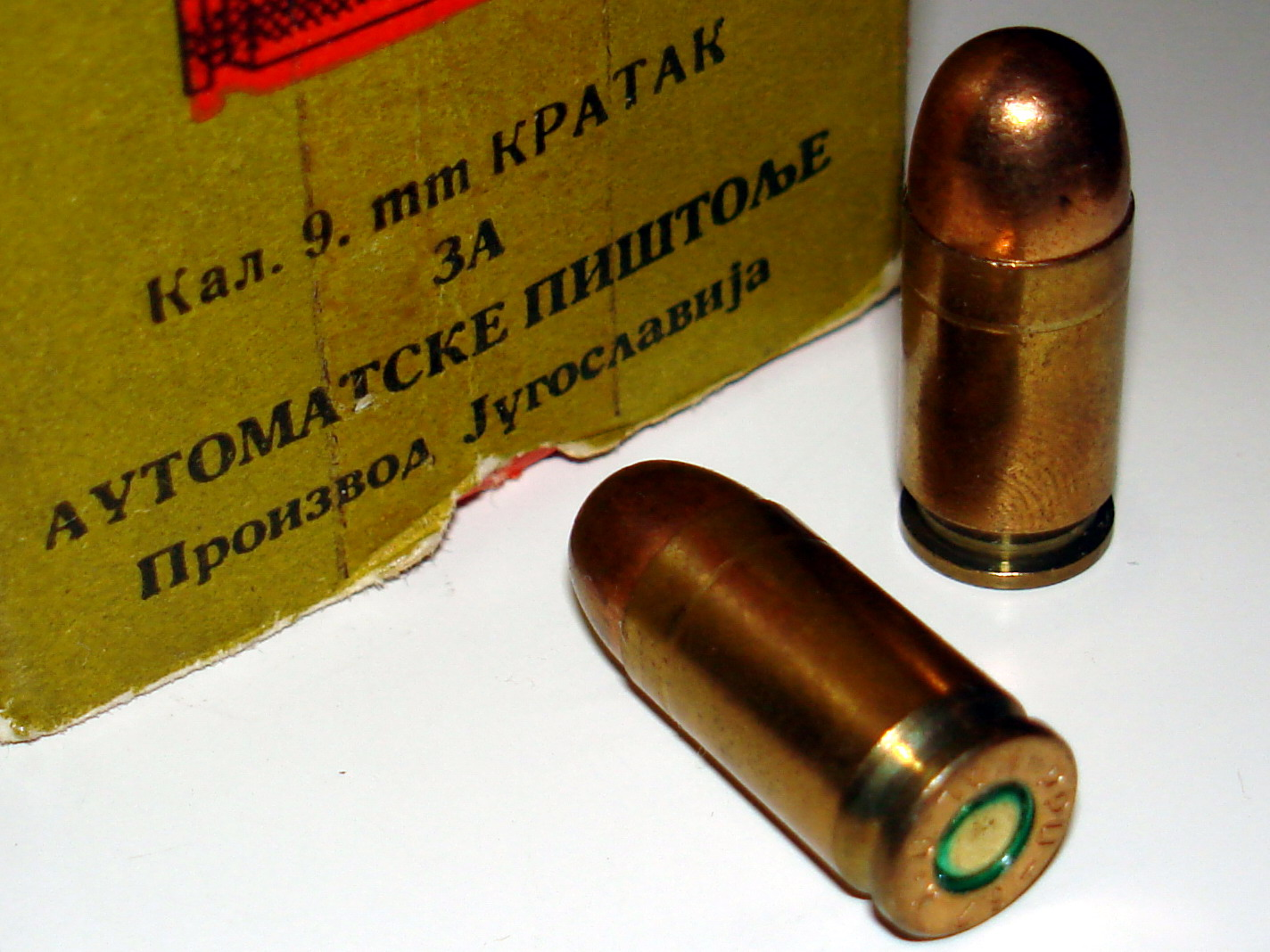
Exemplares do .380 ACP (9mm Curto) fabricados na Iugoslávia.

A munição .380 ACP foi projetada para as primeiras pistolas no sistema blowback, as quais não possuíam sistema de travamento da culatra. Este sistema de travamento não é necessário para o .380 por causa da baixa pressão exercida na culatra quando do disparo; a mola recuperadora é suficiente para absorver a energia passada ao ferrolho. Isso simplifica a manufatura de pistolas no calibre .380 ACP, consequentemente abaixando seu preço. Existem, porém, algumas pistolas com sistema de trancamento do ferrolho fabricadas para o .380 ACP. Existem ainda algumas submetralhadoras no calibre .380 ACP, como as Ingram MAC-11.
O calibre é similar, em termos balísticos, ao calibre 9×18mm Makarov, desenvolvido pelos soviéticos, que é um pouco mais "potente" (dependendo do tamanho do cano da arma). O .380 ACP é compacto e leve, mas de curto alcance e poder de parada menor que o do revólver .38 Special +P, apesar de apresentar um melhor poder de penetração. 
Devido a limitações impostas até recentemente (2019), a calibres mais adequados para "defesa pessoal", e mesmo considerado por muitos um "calibre anêmico" para essa finalidade, o .380 ACP acabou se tornando um calibre bem popular no Brasil.

## Dados Balísticos

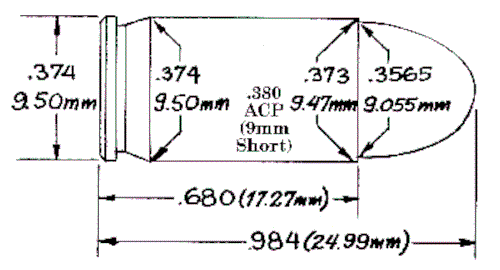
Dimensões

O .380 ACP usa projéteis de 9mm (.355"), por isso a nomenclatura "9mm curto", ou seja um calibre 9mm de menor potência que o 9mm Luger. O projétil mais pesado que pode ser usado com segurança na recarga do .380 Auto é o de 115 grains, estando o padrão de mercado entre 95 grãos (6,16 gramas) e 110 grãos (7,13 gramas).
Os projéteis utilizados nesse calibre pesam aproximadamente 6 gramas. Um projétil de 95 grains deixa um cano de teste padrão a aproximadamente 980 ft/s (300 m/s) com uma energia de aproximadamente 203 ft⋅lbf (275 J), enquanto um projétil de 100 grains deixa o mesmo cano de teste padrão a aproximadamente 1.160 ft/s (350 m/s) com uma energia de aproximadamente 299 ft⋅lbf (405 J).